# Воронцовська (станція метро)
55°39′30″ пн. ш. 37°32′27″ сх. д. / 55.65833° пн. ш. 37.54083° сх. д.
Воронцовська (рос. Воронцовская) — станція Московського метрополітену на південній дистанції Великої кільцевої лінії.
Сполучена пересадкою зі станцією «Калузька» на Калузько-Ризькій лінії.
Розташована в Обручівському районі (ПЗАО). Отримала свою назву по парку та садибі Воронцово, що знаходиться неподалік
.
Відкриття відбулося 7 грудня 2021 року у складі черги «Мньовники» — «Каховська»

## Технічна характеристика
Конструкція станції — колонна трипрогінна мілкого закладення (глибина закладення — 23 м).

## Вестибюлі та пересадки
На станції два вестибюлі, сполучені з платформними ескалаторами: східний, біля північного тамбура станції «Калузька» Калузько-Ризької лінії, і західний — з виходом до Старокалузького шосе.

### Пересадки
- Метростанцію  «Калузька»
- Автобуси: м84, е12, 1, 41, с163, 196, 224, 226, 235, 246, 295, 404, 642, 642к, 699, 816, 938, т72, П1